# 1962. március 19-i konzisztórium
Az 1962. március 19-i konzisztóriumot XXIII. János pápa hívta össze február 17-én. Összesen 10 új bíborost kreált.
| Nº                     | Ország                 | Név                                              | Életkor                | Hivatal                                           |
| Pápaválasztó bíborosok | Pápaválasztó bíborosok | Pápaválasztó bíborosok                           | Pápaválasztó bíborosok | Pápaválasztó bíborosok                            |
| ---------------------- | ---------------------- | ------------------------------------------------ | ---------------------- | ------------------------------------------------- |
| 1                      | Portugália             | José da Costa Nunes                              | 82                     | az Apostoli Kamara al-kamarása                    |
| 2                      | Olaszország            | Giovanni Panico                                  | 66                     | Portugália apostoli nunciusa                      |
| 3                      | Olaszország            | Ildebrando Antoniutti                            | 63                     | Spanyolország apostoli nunciusa                   |
| 4                      | Olaszország            | Efrem Forni                                      | 73                     | Belgium apostoli nunciusa                         |
| 5                      | Peru                   | Juan Landázuri Ricketts O.F.M.                   | 48                     | a Limai főegyházmegye érseke                      |
| 6                      | Szíria                 | Gabriel Acacius Coussa B.A.                      | 64                     | a Keleti Egyházak Kongregációja titkár-helyettese |
| 7                      | Chile                  | Raúl Silva Henríquez S.D.B.                      | 54                     | a Santiago de Chile-i főegyházmegye érseke        |
| 8                      | Belgium                | Leo Jozef Suenens                                | 57                     | a Mechelen-Brüsszeli főegyházmegye érseke         |
| 9                      | Írország               | Michael David Browne O.P.                        | 74                     | a prédikátorok rendjének generális mestere        |
| 10                     | Spanyolország          | Joaquín Anselmo María Albareda y Ramoneda O.S.B. | 70                     | a Vatikáni Könyvtár prefektusa                    |